# CS-300
La CS-300 (Carretera Secundària 300) és una carretera de la Xarxa de Carreteres d'Andorra, que comunica la CG-3, amb Els Vilars d'Engordany. També és anomenada Carretera dels Vilars.
Segons la codificació de carreteres d'Andorra aquesta carretera correspon a una Carretera Secundària, és a dir, aquelles carreteres què comuniquen una Carretera General amb un poble o zona.
Aquesta carretera és d'ús local ja què només l'utilitzen los veïns de les poblacions que recorre.
La carretera té en total 1,8 quilòmetres de recorregut.

## Punts d'Interès
- Església de Sant Romà dels Vilars

## Recorregut
- CG-3
- Els Vilars d'Engordany

| Tipus de Sortida | Direcció de la sortida | Carretera que hi enllaça | Qm  |
| ---------------- | ---------------------- | ------------------------ | --- |
| CS-300           | Bifurcació             | CG-3                     | 0   |
|                  | Els Vilars d'Engordany | Camí del Coll del Jou    | 1,8 |